# Attacco 4:0
L' Attacco 4:0 è un sistema di attacco adottato nel calcio a 5 che consiste nel non schierare i quattro giocatori di movimento in zone prevalenti del campo, ma di effettuare rotazioni e movimenti in modo da far ripartire sempre il giocatore dall'ultima linea arretrata, tutti e quattro i giocatori così, per un tempo piuttosto lungo, stazionano su una immaginaria linea offensiva o comunque in uno spazio di profondità assai ridotta.
Questo complesso modulo di gioco, inventato dall'allenatore brasiliano Zego, costituisce uno dei punti di arrivo nella strategia del calcio a 5: oggigiorno molte delle formazioni di alto livello giocano sistemi che in massima parte ricalcano questo, perché la preparazione atletica permette di far fronte al dispendio di energie che implica questo sistema e, soprattutto, perché non dà punti di riferimento all'avversario che ogni momento deve rimodulare la propria difesa in base alla posizione della squadra opposta.
In questo tipo di gioco viene scomparendo la figura del vero pivot a beneficio di ale-pivot capaci anche di difendere la posizione di campo in cui si trovano al momento in cui la squadra perde palla. Questo come detto toglie punti di riferimento all'avversario ma anche al compagno, costretto a seguire con molta più attenzione lo svilupparsi del gioco per la ricerca della linea di passaggio più adatta.

## Svantaggi
Gli svantaggi maggiori di questo gioco sono essenzialmente due:
- La dispendiosità del gioco, che "costringe" i giocatori a cambiare continuamente posizione per non intasare una zona di campo troppo ridotta.
- Diventa rischioso all'interno dei propri 12 metri per l'alto numero di passaggi che comporta, proporzionalmente quindi c'è un più alto rischio di intercetti.